# Copa Verde 2015
La Copa Verde 2015 è stata la 2ª edizione della Copa Verde, competizione statale riservata alle squadre delle regioni del Nord, del Centro-Ovest (tranne il Goiás) e dell'Espírito Santo
La coppa è stata vinta dal Cuiabá vincitore per 6-5 nel doppio confronto contro il Remo.

## Formula
Le sedici squadre partecipanti si affrontano in un torneo a eliminazione diretta in gare di andata e ritorno. Il club vincitore ottiene un posto per gli ottavi di finale di Coppa Sudamericana 2016.

## Partecipanti
| Stato              | Squadra (Città)                            | Motivo qualificazione                        |
| ------------------ | ------------------------------------------ | -------------------------------------------- |
| Acre               | Rio Branco-AC (Rio Branco)                 | Vincitore del Campionato Acriano 2014        |
| Amapá              | Santos-AP (Macapá)                         | Vincitore del Campionato Amapaense 2014      |
| Amazonas           | Nacional-AM (Manaus)                       | Vincitore del Campionato Amazonense 2014     |
| Amazonas           | Princesa do Solimões (Manacapuru)          | 2° nel Campionato Amazonense 2014            |
| Distretto Federale | Luziânia (Luziânia)                        | Vincitore del Campionato Brasiliense 2014    |
| Distretto Federale | Brasília (Brasilia)                        | 2° nel Campionato Brasiliense 2014           |
| Espírito Santo     | Estrela do Norte (Cachoeiro de Itapemirim) | Vincitore del Campionato Capixaba 2014       |
| Mato Grosso        | Cuiabá (Cuiabá)                            | Vincitore del Campionato Mato-Grossense 2014 |
| Mato Grosso        | Luverdense (Lucas do Rio Verde)            | 2° nel Campionato Mato-Grossense 2014        |
| Mato Grosso do Sul | CENE (Campo Grande)                        | 2° del Campionato Sul-Mato-Grossense 2014    |
| Pará               | Remo (Belém)                               | Vincitore del Campionato Paraense 2014       |
| Pará               | Paysandu (Belém)                           | 2° nel Campionato Paraense 2014              |
| Pará               | Independente-PA (Tucuruí)                  | 3° nel Campionato Paraense 2014              |
| Rondônia           | Vilhena (Vilhena)                          | Vincitore del Campionato Rondoniense 2014    |
| Roraima            | São Raimundo-RR (Boa Vista)                | Vincitore del Campionato Roraimense 2014     |
| Tocantins          | Tocantinópolis (Tocantinópolis)            | Vincitore del Campionato Tocantinense 2014   |

## Risultati

### Ottavi di finale
| Squadra 1        | Totale          | Squadra 2            | Andata | Ritorno |
| ---------------- | --------------- | -------------------- | ------ | ------- |
| Santos-AP        | 1 – 3           | Paysandu             | 1 – 1  | 0 – 2   |
| Vilhena          | 1 – 2           | Nacional-AM          | 0 – 1  | 1 – 1   |
| São Raimundo-RR  | 0 – 4           | Princesa do Solimões | 0 – 2  | 0 – 2   |
| Remo             | 4 – 0           | Rio Branco-AC        | 2 – 0  | 2 – 0   |
| Tocantinópolis   | 3 – 5           | Luverdense           | 1 – 2  | 2 – 3   |
| Independente-PA  | 2 – 4           | Brasília             | 2 – 0  | 0 – 4   |
| Estrela do Norte | 2 – 2 (4-3 dtr) | Luziânia             | 1 – 1  | 1 – 1   |
| CENE             | 1 – 4           | Cuiabá               | 0 – 1  | 1 – 3   |

### Quarti di finale
| Squadra 1            | Totale      | Squadra 2   | Andata | Ritorno |
| -------------------- | ----------- | ----------- | ------ | ------- |
| Paysandu             | 5 – 2       | Nacional-AM | 4 – 1  | 1 – 1   |
| Princesa do Solimões | 2 – 4       | Remo        | 1 – 2  | 1 – 2   |
| Luverdense           | 2 – 2 (gfc) | Brasília    | 1 – 0  | 1 – 2   |
| Estrela do Norte     | 1 – 2       | Cuiabá      | 0 – 1  | 1 – 1   |

### Semifinali
| Squadra 1  | Totale          | Squadra 2 | Andata | Ritorno |
| ---------- | --------------- | --------- | ------ | ------- |
| Paysandu   | 2 – 2 (4-5 dtr) | Remo      | 2 – 0  | 0 – 2   |
| Luverdense | 0 – 1           | Cuiabá    | 0 – 1  | 0 – 0   |

### Finale
| Squadra 1 | Totale | Squadra 2 | Andata | Ritorno |
| --------- | ------ | --------- | ------ | ------- |
| Remo      | 5 – 6  | Cuiabá    | 4 – 1  | 1 – 5   |